# Peromyscus gratus
Peromyscus gratus é uma espécie de roedor da família Cricetidae.
Apenas pode ser encontrada no México.